# Чаппелл, Лен
Леонард Р. «Лен» Чаппелл (англ. Leonard R. "Len" Chappell; 31 января 1941 года, Портидж, Пенсильвания, США — 12 июля 2018 года, Окономовок, Висконсин, США) — американский профессиональный баскетболист.

## Ранние годы
Лен Чаппелл родился в городе Портидж (штат Пенсильвания), учился там же в одноимённой школе, в которой играл за местную баскетбольную команду.

## Студенческая карьера
В 1962 году окончил Университет Уэйк-Форест, где в течение трёх лет играл за баскетбольную команду «Уэйк-Форест Димон Диконс», в которой провёл успешную карьеру. При Чаппелле «Демон Диконс» два раза выигрывали регулярный чемпионат конференции Атлантического Побережья (1960, 1962), два раза — турнир конференции Атлантического Побережья (1961—1962), а также два раза выходили в плей-офф студенческого чемпионата США (1961—1962).
В 1961 году «Демон Диконс» дошли до 1/4 финала турнира NCAA (англ. Elite Eight), где 18 марта проиграли команде «Сент-Джозефс Хокс» со счётом 86—96, в котором Чаппелл стал лучшим игроком матча, набрав 32 очка и сделав 16 подборов и 3 передачи. В следующем сезоне «Демон Диконс» вышли в финал четырёх турнира NCAA (англ. Final Four), где в полуфинальном матче, 23 марта, проиграли команде Джона Хавличека и Джерри Лукаса «Огайо Стэйт Бакайс» со счётом 68—84, в котором Лен также стал лучшим игроком матча, набрав 27 очков и сделав 18 подборов.
За свою студенческую карьеру Чаппелл набрал 2165 очков и сделал 1213 подборов. По окончании обучения Лен стал лучшим бомбардиром турнира конференции Атлантического Побережья (ACC) за всю историю ACC, его результат превзошёл в 2006 году (спустя 44 года) выступавший за «Дьюк Блю Девилз» Джей Джей Редик. Два года подряд Лен Чаппелл признавался баскетболистом года среди студентов конференции Атлантического Побережья (1961—1962), один раз — спортсменом года среди студентов конференции Atlantic Coast (1962), а также один раз включался в 1-ю всеамериканскую сборную NCAA (1962).
В 2002 году к пятидесятилетнему юбилею конференции Атлантического Побережья Чаппелл был включён в символическую сборную, в которую вошли пятьдесят величайших игроков за всю историю ACC. Свитер с номером 50, под которым выступал Чаппелл, был закреплён за ним и выведен из употребления.

## Карьера в НБА
Играл на позиции тяжёлого форварда, центрового и лёгкого форварда. В 1962 году был выбран на драфте НБА под 4-м номером командой «Сиракьюс Нэшнлз». Позже выступал за команды «Нью-Йорк Никс», «Чикаго Буллз», «Цинциннати Роялз», «Детройт Пистонс», «Милуоки Бакс», «Кливленд Кавальерс», «Атланта Хокс» и «Даллас Чеперрелс» (АБА). Всего в НБА и АБА провёл 10 сезонов. Один раз Чаппелл принимал участие в матче всех звёзд НБА (1964). Всего за карьеру в НБА и АБА сыграл 670 игр, в которых набрал 6227 очков (в среднем 9,3 за игру), сделал 3431 подбор и 503 передачи.
За свою профессиональную карьеру Лен Чаппелл трижды выставлялся на драфт расширения НБА. В 1966 году был выставлен своим клубом («Никс») на драфт расширения НБА, на котором 1 мая был выбран под 6-м номером новообразованной командой «Чикаго Буллз», однако провёл в её составе всего 19 матчей, после чего был обменян в «Цинциннати Роялз» на Джорджа Уилсона. Через два года был выставлен своим клубом («Пистонс») на драфт расширения НБА, на котором 6 мая был выбран под 1-м номером новой командой «Милуоки Бакс», в которой отыграл два сезона. В 1970 году был выставлен своим клубом («Бакс») на драфт расширения НБА, на котором 11 мая был выбран под 13-м номером новообразованной командой «Кливленд Кавальерс», однако провёл в её составе всего 6 игр, после чего руководство «Кавальерс» отказалось от его услуг, и он был заявлен за «Атланта Хокс».

## Статистика

### Статистика в НБА
| Сезон                                                                                    | Команда     | Регулярный сезон | Регулярный сезон | Регулярный сезон | Регулярный сезон | Регулярный сезон | Регулярный сезон | Регулярный сезон | Регулярный сезон | Регулярный сезон | Регулярный сезон | Регулярный сезон | Серия плей-офф | Серия плей-офф | Серия плей-офф | Серия плей-офф | Серия плей-офф | Серия плей-офф | Серия плей-офф | Серия плей-офф | Серия плей-офф | Серия плей-офф | Серия плей-офф |
| Сезон                                                                                    | Команда     | GP               | GS               | MPG              | FG%              | 3P%              | FT%              | RPG              | APG              | SPG              | BPG              | PPG              | GP             | GS             | MPG            | FG%            | 3P%            | FT%            | RPG            | APG            | SPG            | BPG            | PPG            |
| ---------------------------------------------------------------------------------------- | ----------- | ---------------- | ---------------- | ---------------- | ---------------- | ---------------- | ---------------- | ---------------- | ---------------- | ---------------- | ---------------- | ---------------- | -------------- | -------------- | -------------- | -------------- | -------------- | -------------- | -------------- | -------------- | -------------- | -------------- | -------------- |
| 1962/63                                                                                  | Сиракьюс    | 80               |                  | 15,5             | 46,5             |                  | 62,2             | 5,8              | 0,7              |                  |                  | 8,9              | 4              |                | 13,3           | 19,0           |                | 81,3           | 4,5            | 0,8            |                |                | 5,3            |
| 1963/64                                                                                  | Филадельфия | 1                |                  | 16,0             | 0,0              |                  | 50,0             | 4,0              | 0,0              |                  |                  | 1,0              | Не участвовал  | Не участвовал  | Не участвовал  | Не участвовал  | Не участвовал  | Не участвовал  | Не участвовал  | Не участвовал  | Не участвовал  | Не участвовал  | Не участвовал  |
| 1963/64                                                                                  | Нью-Йорк    | 78               |                  | 31,9             | 44,9             |                  | 71,6             | 9,8              | 1,1              |                  |                  | 17,3             | Не участвовал  | Не участвовал  | Не участвовал  | Не участвовал  | Не участвовал  | Не участвовал  | Не участвовал  | Не участвовал  | Не участвовал  | Не участвовал  | Не участвовал  |
| 1964/65                                                                                  | Нью-Йорк    | 43               |                  | 15,2             | 39,5             |                  | 68,0             | 3,3              | 0,3              |                  |                  | 8,3              | Не участвовал  | Не участвовал  | Не участвовал  | Не участвовал  | Не участвовал  | Не участвовал  | Не участвовал  | Не участвовал  | Не участвовал  | Не участвовал  | Не участвовал  |
| 1965/66                                                                                  | Нью-Йорк    | 46               |                  | 11,8             | 42,0             |                  | 59,0             | 2,8              | 0,6              |                  |                  | 5,3              | Не участвовал  | Не участвовал  | Не участвовал  | Не участвовал  | Не участвовал  | Не участвовал  | Не участвовал  | Не участвовал  | Не участвовал  | Не участвовал  | Не участвовал  |
| 1966/67                                                                                  | Чикаго      | 19               |                  | 9,4              | 44,9             |                  | 66,7             | 2,0              | 0,6              |                  |                  | 4,9              | Не участвовал  | Не участвовал  | Не участвовал  | Не участвовал  | Не участвовал  | Не участвовал  | Не участвовал  | Не участвовал  | Не участвовал  | Не участвовал  | Не участвовал  |
| 1966/67                                                                                  | Цинциннати  | 54               |                  | 9,8              | 41,1             |                  | 65,0             | 2,8              | 0,4              |                  |                  | 4,1              | 4              |                | 16,5           | 37,0           |                | 50,0           | 3,3            | 2,3            |                |                | 5,5            |
| 1967/68                                                                                  | Цинциннати  | 10               |                  | 6,5              | 50,0             |                  | 80,0             | 1,5              | 0,5              |                  |                  | 3,8              | Не участвовал  | Не участвовал  | Не участвовал  | Не участвовал  | Не участвовал  | Не участвовал  | Не участвовал  | Не участвовал  | Не участвовал  | Не участвовал  | Не участвовал  |
| 1967/68                                                                                  | Детройт     | 57               |                  | 17,5             | 51,4             |                  | 70,7             | 6,1              | 0,8              |                  |                  | 10,0             | 5              |                | 4,2            | 28,6           |                | 50,0           | 2,4            | 0,0            |                |                | 1,4            |
| 1968/69                                                                                  | Милуоки     | 80               |                  | 27,6             | 45,4             |                  | 73,7             | 8,0              | 1,2              |                  |                  | 14,6             | Не участвовал  | Не участвовал  | Не участвовал  | Не участвовал  | Не участвовал  | Не участвовал  | Не участвовал  | Не участвовал  | Не участвовал  | Не участвовал  | Не участвовал  |
| 1969/70                                                                                  | Милуоки     | 75               |                  | 15,1             | 46,5             |                  | 64,0             | 3,7              | 0,7              |                  |                  | 8,3              | 9              |                | 14,8           | 56,0           |                | 68,4           | 2,9            | 0,6            |                |                | 7,7            |
| 1970/71                                                                                  | Кливленд    | 6                |                  | 14,3             | 39,5             |                  | 78,6             | 3,0              | 0,2              |                  |                  | 6,8              | Не участвовал  | Не участвовал  | Не участвовал  | Не участвовал  | Не участвовал  | Не участвовал  | Не участвовал  | Не участвовал  | Не участвовал  | Не участвовал  | Не участвовал  |
| 1970/71                                                                                  | Атланта     | 42               |                  | 10,7             | 44,1             |                  | 81,1             | 3,2              | 0,4              |                  |                  | 4,8              | Не участвовал  | Не участвовал  | Не участвовал  | Не участвовал  | Не участвовал  | Не участвовал  | Не участвовал  | Не участвовал  | Не участвовал  | Не участвовал  | Не участвовал  |
|                                                                                          | Всего       | 591              |                  | 17,9             | 45,2             |                  | 69,1             | 5,3              | 0,7              |                  |                  | 9,5              | 22             |                | 12,4           | 41,9           |                | 68,9           | 3,1            | 0,8            |                |                | 5,4            |
| Наведите курсор мыши на аббревиатуры в заголовке таблицы, чтобы прочесть их расшифровку. |             |                  |                  |                  |                  |                  |                  |                  |                  |                  |                  |                  |                |                |                |                |                |                |                |                |                |                |                |

### Статистика в NCAA
| Сезон | Команда     | Conf  | Class | GP | GS | MPG | FG%  | 3P% | FT%  | RPG  | APG | SPG | BPG | PPG  |
| --- | ----------- | ----- | ----- | -- | -- | --- | ---- | --- | ---- | ---- | --- | --- | --- | ---- |
| 1959/60 | Уэйк-Форест | ACC   | SO    | 28 |    |     | 44,6 |     | 68,4 | 12,5 |     |     |     | 17,4 |
| 1960/61 | Уэйк-Форест | ACC   | JR    | 28 |    |     | 50,4 |     | 71,0 | 14,0 |     |     |     | 26,6 |
| 1961/62 | Уэйк-Форест | ACC   | SR    | 31 |    |     | 54,8 |     | 72,6 | 15,2 |     |     |     | 30,1 |
| Всего | Всего       | Всего | Всего | 87 |    |     | 50,7 |     | 71,0 | 13,9 |     |     |     | 24,9 |
| Наведите курсор мыши на аббревиатуры в заголовке таблицы, чтобы прочесть их расшифровку Статистика приведена с сайта sports-reference.com |             |       |       |    |    |     |      |     |      |      |     |     |     |      |